# 제러미 프라이
제러미 조지프 프라이(영어: Jeremy Joseph Fry, 1924년 5월 19일 ~ 2005년 7월 18일)는 영국의 발명가, 엔지니어, 기업가, 모험가, 예술 후원자였다.